# LPG
LPG (z angličtiny Liquified Petroleum Gas) neboli zkapalněný ropný plyn je směs uhlovodíkových plynů používaná jako palivo do spalovacích spotřebičů a vozidel. Jde o novodobější označení pro směs topného plynu, známou jako propan-butan. Používá se jako palivo pro vaření, vytápění, ohřev vody, pro chlazení v absorpčních lednicích, i na svícení. Dále také jako palivo pro zážehové motory. Běžně se plní do tlakových lahví různých velikostí, které se pak používají jakožto přenosné zásobníky topného plynu v domácnostech a při pobytu v přírodě. Protože narušuje přírodní pryž, musí být všechna těsnění vyrobena ze syntetických látek.

## Fyzikální vlastnosti

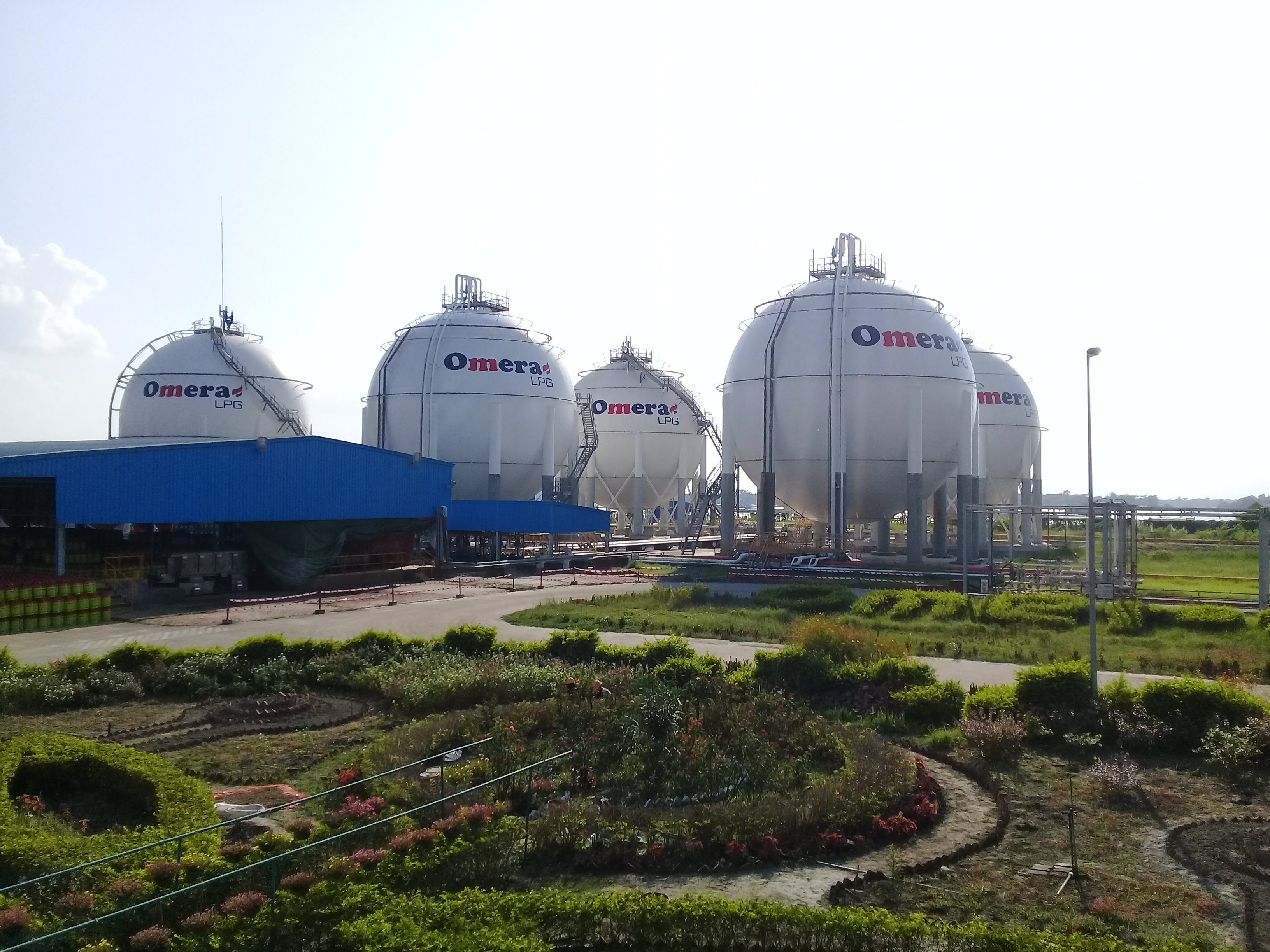
LPG zásobníky v Bangladéši

Fyzikální vlastnosti závisí na složení LPG, které může být tvořeno téměř výhradně butanem či propanem, nebo nejčastěji zhruba vyváženou směsí obou složek. V menších koncentracích bývají přítomny také další uhlovodíky, jako např. methan (CH4), ethan (C2H6), propen (C3H6) aj. Hustota a tlak par výrazně závisí na teplotě.
- Typické složení: zimní LPG směs (60 % P a 40 % B); letní LPG směs (40 % P a 60 % B)
- Hustota kapalné fáze: zimní směs 531 kg/m³, letní směs 547 kg/m³ (při 20 °C a tlaku syté páry: propan 498 kg/m³, butan 578 kg/m³)
- Hustota plynné fáze: cca 2,1 kg/m³ (z 1 litru kapalné fáze vznikne asi 260 litrů plynu)
- Výhřevnost: cca 12,9 kWh/kg (46,44 MJ/kg)
- Energetická hustota: cca 7,2 kWh/l (26 MJ/l)

## Pohon automobilů

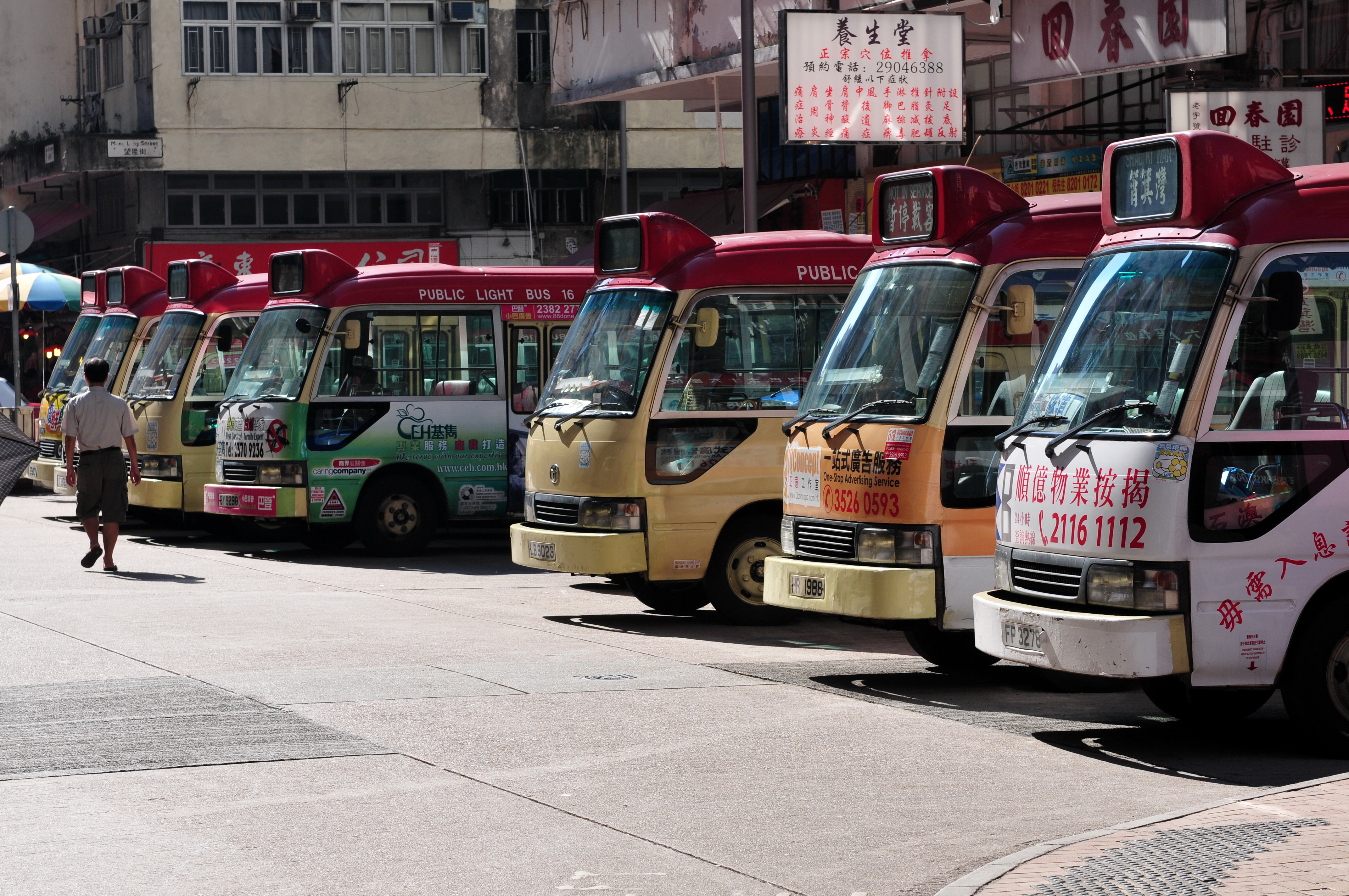
LPG autobusy v Hongkongu

LPG (v některých případech chybně zaměňovaný za zemní plyn čili LNG nebo CNG) se také s úspěchem začal používat jako alternativní pohon pro automobily se zážehovými motory. Jeho velkou výhodou je poloviční cena u čerpacích stanic oproti benzínu (LPG nebývá zatížen vysokou spotřební daní) a šetrnost k životnímu prostředí. Pohon na LPG snižuje zhruba o 5 - 10% výkon motoru (u CNG je to až o 20%), v případě využití moderního systému sekvenčního vstřikování LPG však tento problém odpadá.
Vzhledem k tomu, že LPG neobsahuje žádné tetraethylolovo, které u dřívějších olovnatých benzínů zvyšovalo oktanové číslo (snížení náchylnosti k samovznícení paliva) a zároveň sloužilo k mazání některých částí ventilových rozvodů, byly motory s pohonem na LPG náchylné k „zaklepání ventilů“ či jinému poškození ventilů a ventilových sedel (tzv. Valve Seat Recession). Z tohoto důvodu začala být koncem sedmdesátých let 20. století laboratorně vyvíjena speciální LPG aditiva, která palivu dodávají mazivost prostřednictvím jiných ekologických látek. Tento problém již ale není u drtivé většiny nyní přestavovaných automobilů aktuální, neboť konstrukce motorů byla upravena tak, aby nebyla na přítomnosti olovnatých aditiv v benzínu závislá. Jako dodatečné mazání se dnes často používá přívstřik benzínu při provozu na LPG.
V některých případech může být vjezd vozidel s pohonem na zemní plyn zakázán dopravní značkou B 32.

## Produkce a spotřeba

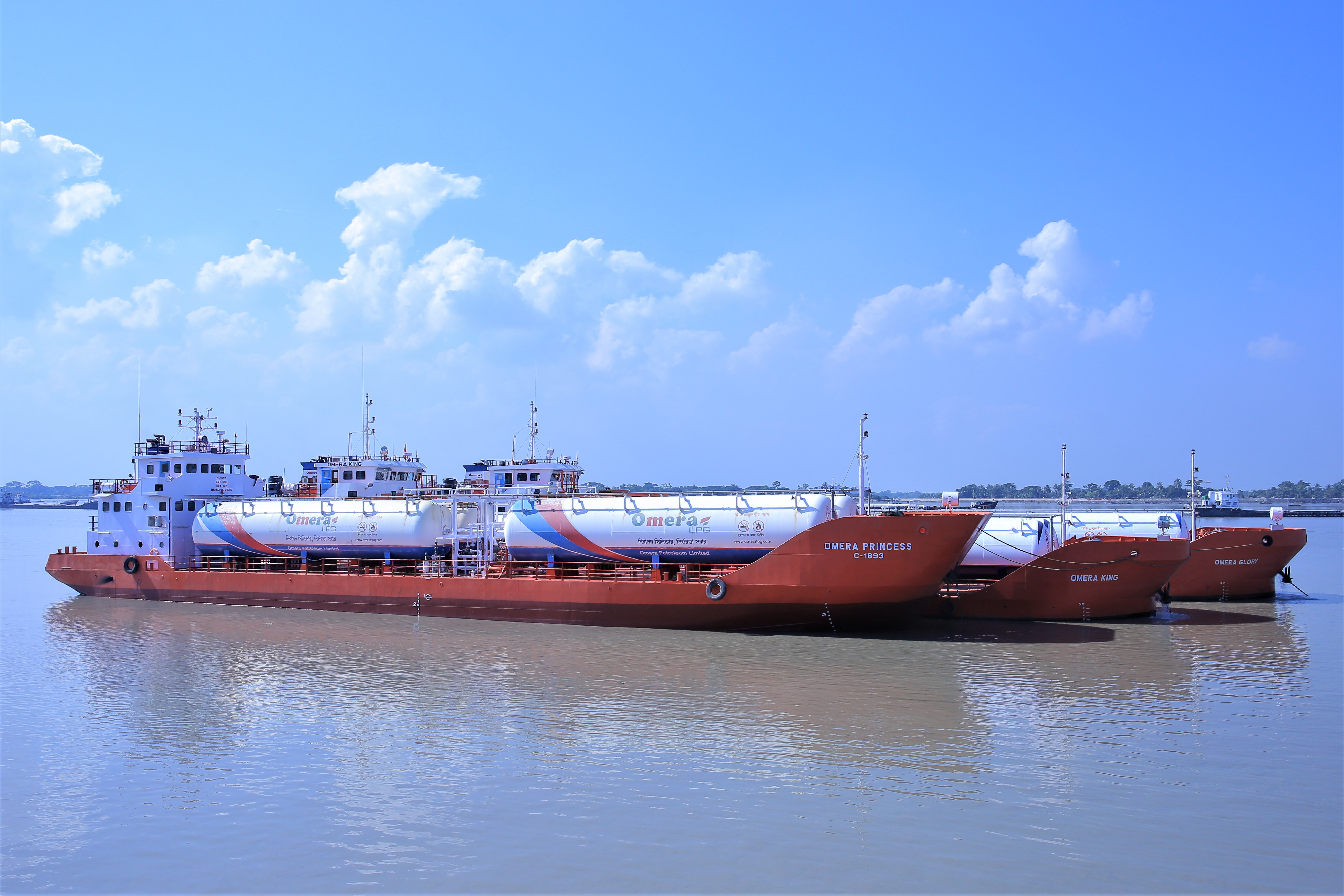
Vodní přeprava LPG v Bangladéši

V roce 2022 byla světová produkce LPG ve výši 331,6 mil. tun při spotřebě 316,9 mil. tun, z čehož 46 % bylo spotřebováno v domácnostech. Jako palivo ve spalovacích motorech bylo využito cca 25 mil. tun při počtu 28,3 mil. automobilů poháněných LPG.